# 3142 Kilopi
3142 Kilopi este un asteroid din centura principală, descoperit pe 9 ianuarie 1937 de André Patry.